# Тоди, Луиза
Луиза Тоди, урождённая Луиза Роза де Агьяр (порт.  Luísa Todi, Luísa Rosa de Aguiar, 9 января 1753, Сетубал — 1 октября 1833, Лиссабон) — португальская певица (меццо-сопрано).

## Биография
Дочь оперного либреттиста. В 1765 с семьёй переехала в Лиссабон. Дебютировала как драматическая актриса в комедии Мольера Тартюф (1767 или 1768). В 1769 году вышла замуж за неаполитанского скрипача Франческо Саверио Тоди (1745—1803). Стала брать уроки вокала у итальянского композитора и капельмейстера Давида Переса, работавшего в Португалии. Дебют певицы состоялся в 1770 году в опере Джузеппе Сколари «Смешной путешественник». В 1772—1777 жила и выступала в Порту.
Зимой 1777 года выступила в Королевском театре в Лондоне, имела большой успех. Крупный успех Луизе также принесло выступление в опере «Олимпиада» Паизиелло, которое прошло в Мадриде в 1777 году. В 1778—1780 пела в Париже, в 1780—1783 — в Италии, Пруссии и Австрии. В Париже, выступая на «Духовных концертах», соперничала с немецкой дивой-сопрано Гертрудой-Элизабет Мара и победила соперницу, получив звание «национальной певицы».
В 1784 году с мужем и детьми приехала в Россию. Выступила в опере Джузеппе Сарти «Армида и Ринальдо», удостоилась личного внимания и подарка Екатерины II. В благодарность певица вместе с мужем написали оперу «Полигимния» и посвятили её императрице. На премьере Тоди пела вместе со знаменитым кастратом Луиджи Маркези. Между ними завязалось соперничество, Екатерина II приняла сторону певицы. Тоди жила и выступала в России до 1788 года.
В дальнейшем выступала в Пруссии, Франции (непосредственно перед началом Революции) и, с особым успехом, в Италии: сезон 1790—1791 был назван в Венеции годом Тоди. В 1792—1796 пела в Мадриде, затем в Неаполе. В 1801 году вернулась в Португалию. Во время наполеоновского вторжения была арестована, но освобождена как «национальная певица» Франции. В дальнейшем у неё обострились проблемы со зрением, которые она испытывала и раньше. В 1823 году певица полностью ослепла.
Певица свободно владела английским, французским, итальянским и немецким языками.
Скончалась от последствий инсульта.

## Признание
Антонин Рейха в своём «Трактате о мелодии» назвал Тоди «певицей всех времён».
В Сетубале воздвигнут памятник Луизе Тоди, её именем названа одна из магистралей города. Улица в Верхнем квартале Лиссабона, на которой певица провела последние годы жизни, с 1917 года носит её имя.